# 遙遠的夢～Far away～
《遙遠的夢～Far away～》是香港搖滾樂隊Beyond發行第三張日本單曲，是雙主打單曲，收錄兩首歌曲是主打歌曲，《くちびるを奪いたい》是黃家駒和黃家強最後一次合唱歌曲，《遥かなる夢に～Far away～》是《海闊天空》的日文版，亦是慶祝成軍十週年的歌曲。

## 曲目
1. 遥かなる夢に～Far away～

## 外部連結
- YouTube上的遙かなる夢に～Far away～